# باري ميتكالف
باري ميتكالف (بالإنجليزية: Barry Metcalf)‏ (30 سبتمبر 1960 في المملكة المتحدة - ) هو لاعب كريكت بريطاني.

## وصلات خارجية
- باري ميتكالف على موقع إي آس بي آن كريك إنفو (الإنجليزية)